# Madeiramalört
Madeiramalört (Artemisia argentea) är en växtart i malörtssläktet och familjen korgblommiga växter. Arten beskrevs av Charles Louis L’Héritier de Brutelle.
Arten är en buske som är endemisk på Madeira, men den odlas även som prydnadsväxt i andra delar av världen.

## Namnförvirring
Det vetenskapliga namnet Artemisia argentea har använts flera gånger för att beskriva arter som numera inte anses giltiga:
- A. argentea Buch är en synonym till A. thuscula
- A. argentea Seb. & Maur. ex Willk. & Lange är en synonym till A. arborescens